# Valapattanam (cours d'eau)
Le fleuve Valapattanam est le plus grand cours d'eau du district de Kannur dans l’État indien du Kerala. Long de 110 km, il coule depuis les Ghats occidentaux vers la mer d'Arabie.

## Traduction
- (en) Cet article est partiellement ou en totalité issu de l’article de Wikipédia en anglais intitulé « Valapattanam River » (voir la liste des auteurs).